# Kieler Sportvereinigung Holstein von 1900
El Holstein Kiel (KSV Holstein o Kieler Sportvereinigung Holstein von 1900 e.V.) és un club de futbol alemany de la ciutat de Kiel a l'estat de Schleswig-Holstein.

## Història

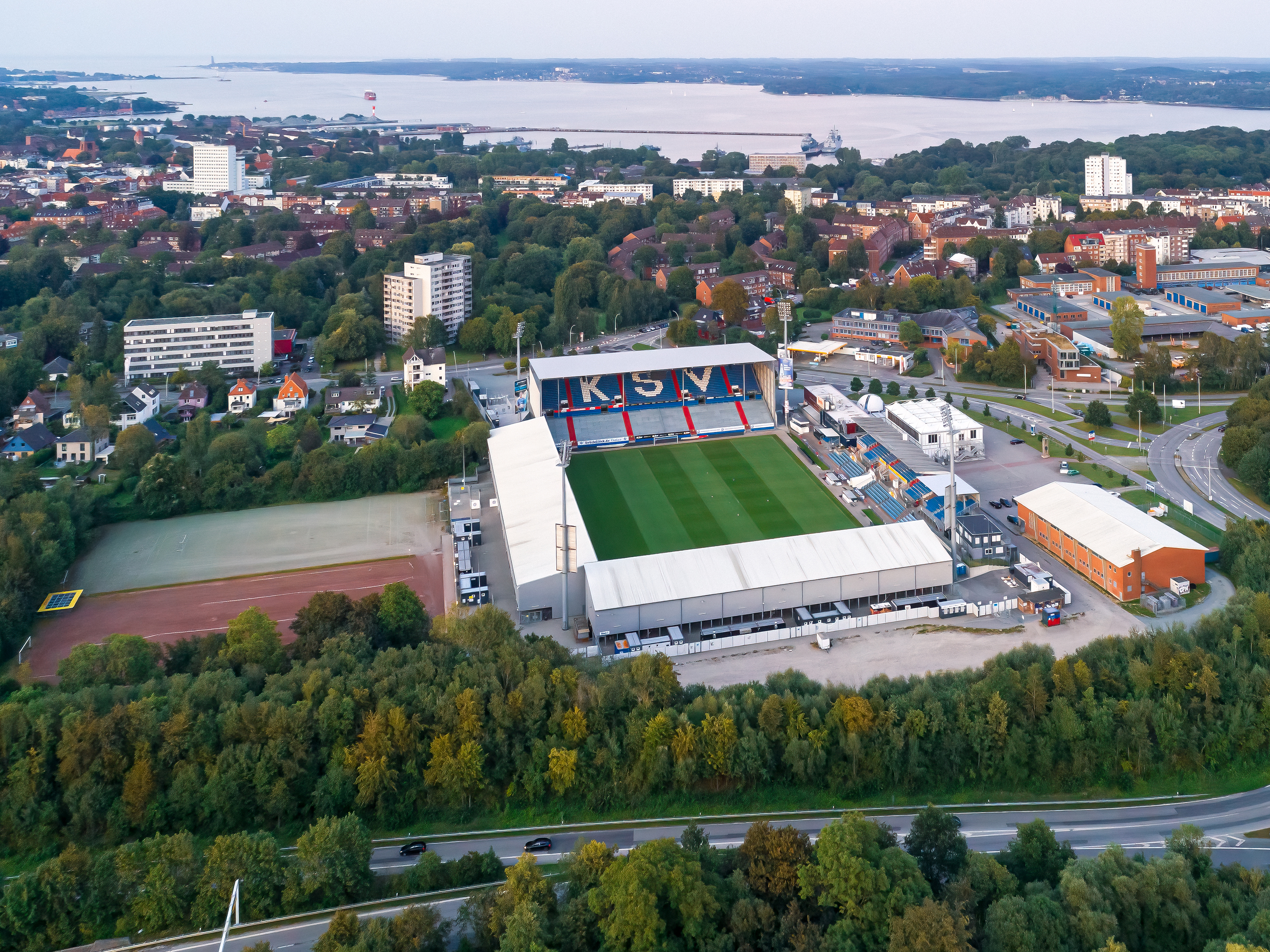
Estadi Holstein-Stadion

El Holstein Kiel és el resultat de la fusió dels clubs Kieler Fußball-Verein von 1900 i Kieler Fußball-Club Holstein.
El Kieler Fussball-Verein (més tard 1. KFV) es fundà el 7 d'octubre de 1900 en separar-se del club gimnàstic Kieler Männerturnvereins von 1844.
El Kieler Fußball-Club Holstein es formà el 4 de maig de 1902 i el 1908 es reanomenà Fußball-Verein Holstein von 1902 (FV Holstein Kiel). Aquest club ràpidament fou competitiu i el 1910 arribà a la final del campionat alemany, perdent per 0 a 1 amb el Karlsruher FV. El 1912 fou campió alemany en derrotar per 2 a 1 el Viktoria 89 Berlin. El 1914 tornà a canvia el nom en crear seccions d'hoquei i atletisme, esdevenint Sportverein Holstein von 1902.
El 7 de juny de 1917, 1. Kieler Fussball Verein von 1900 i Sportverein Holstein von 1902, debilitats després de la I Guerra Mundial, s'uniren per formar el club actual, SV Holstein Kiel. Durant els anys vint disputà amb regularitat les eliminatòries del campionat alemany, arribant a les semifinals el 1926, essent eliminats pel SpVgg Greuther Fürth. El 1930 va perdre la final 4-5 amb el Hertha BSC i la temporada següent tornà a arribar a semifinals, essent vençut pel TSV 1860 München (0-2).
Sota el Tercer Reich disputà la Gauliga Nordmark i la Gauliga Schleswig-Holstein, essent campió d'aquesta segona. El 1943 arribà a les semifinals del campionat alemany essent derrotat pel Dresdner SC. Després de la Guerra participà en la Oberliga Nord i amb la creació de la Bundesliga el 1963, ingressà a la segona divisió (Regionalliga Nord). El 1965 es proclamà campió però no assolí l'ascens a la Bundesliga. El 1974 es creà la 2. Bundesliga però l'equip ingressà a la tercera categoria (Amateuroberliga Nord). El 1978 assolí l'ascens a Segona (2. Bundesliga Nord), descendint el 1981. El 2009 pujà a la nova 3. Fußball-Liga (tercera divisió).

## Palmarès
- Lliga alemanya de futbol (I): 
  - 1912
- Campionat d'Alemanya del Nord (I): 
  - 1910, 1911, 1912, 1926, 1927, 1930
- Gauliga Schleswig-Holstein (I): 
  - 1943, 1944
- Regionalliga Nord (II): 
  - 1965
- Oberliga Hamburg/Schleswig-Holstein (IV): 
  - 1998, 2001
- Oberliga Nord (IV): 
  - 2008
- Regionalliga Nord (IV): 
  - 2009, 2013

## Jugadors

### Plantilla 2024-25
A 22 gener 2025 
| N. | Pos. | Nac. | Jugador                |
| -- | ---- | --- | ---------------------- |
| 1  | POR  | [[Fitxer:Flag of Germany.svg\|23x15px\|border \|alt=Alemanya\|link=Selecció de futbol d'Alemanya\|{{#if:\|]] | Timon Weiner           |
| 3  | DEF  | [[Fitxer:Flag of Germany.svg\|23x15px\|border \|alt=Alemanya\|link=Selecció de futbol d'Alemanya\|{{#if:\|]] | Marco Komenda          |
| 4  | DEF  | [[Fitxer:Flag of Germany.svg\|23x15px\|border \|alt=Alemanya\|link=Selecció de futbol d'Alemanya\|{{#if:\|]] | Patrick Erras          |
| 5  | DEF  | [[Fitxer:Flag of Sweden.svg\|23x15px\|border \|alt=Suècia\|link=Selecció de futbol de Suècia\|{{#if:\|]]     | Carl Johansson         |
| 6  | MIG  | [[Fitxer:Flag of Serbia.svg\|23x15px\|border \|alt=Sèrbia\|link=Selecció de futbol de Sèrbia\|{{#if:\|]]     | Marko Ivezić           |
| 7  | MIG  | [[Fitxer:Flag of Germany.svg\|23x15px\|border \|alt=Alemanya\|link=Selecció de futbol d'Alemanya\|{{#if:\|]] | Steven Skrzybski       |
| 8  | DAV  | [[Fitxer:Flag of Germany.svg\|23x15px\|border \|alt=Alemanya\|link=Selecció de futbol d'Alemanya\|{{#if:\|]] | Finn Porath            |
| 9  | DAV  | [[Fitxer:Flag of Austria.svg\|23x15px\|border \|alt=Àustria\|link=Selecció de futbol d'Àustria\|{{#if:\|]]   | Benedikt Pichler       |
| 10 | MIG  | [[Fitxer:Flag of Germany.svg\|23x15px\|border \|alt=Alemanya\|link=Selecció de futbol d'Alemanya\|{{#if:\|]] | Lewis Holtby (capità)  |
| 11 | DAV  | [[Fitxer:Flag of Sweden.svg\|23x15px\|border \|alt=Suècia\|link=Selecció de futbol de Suècia\|{{#if:\|]]     | Alexander Bernhardsson |
| 13 | DEF  | [[Fitxer:Flag of Croatia.svg\|23x15px\|border \|alt=Croàcia\|link=Selecció de futbol de Croàcia\|{{#if:\|]]  | Ivan Nekić             |
| 14 | DEF  | [[Fitxer:Flag of Germany.svg\|23x15px\|border \|alt=Alemanya\|link=Selecció de futbol d'Alemanya\|{{#if:\|]] | Max Geschwill          |
| 15 | MIG  | [[Fitxer:Flag of Germany.svg\|23x15px\|border \|alt=Alemanya\|link=Selecció de futbol d'Alemanya\|{{#if:\|]] | Marvin Schulz          |
| 16 | DAV  | [[Fitxer:Flag of Germany.svg\|23x15px\|border \|alt=Alemanya\|link=Selecció de futbol d'Alemanya\|{{#if:\|]] | Andu Kelati            |
| 17 | DEF  | [[Fitxer:Flag of Germany.svg\|23x15px\|border \|alt=Alemanya\|link=Selecció de futbol d'Alemanya\|{{#if:\|]] | Timo Becker            |

| N. | Pos. | Nac. | Jugador                             |
| -- | ---- | --- | ----------------------------------- |
| 18 | DAV  | [[Fitxer:Flag of Japan.svg\|23x15px\|border \|alt=Japó\|link=Selecció de futbol del Japó\|{{#if:\|]]                                                 | Shuto Machino                       |
| 19 | DAV  | [[Fitxer:Flag of Germany.svg\|23x15px\|border \|alt=Alemanya\|link=Selecció de futbol d'Alemanya\|{{#if:\|]]                                         | Phil Harres                         |
| 20 | DAV  | [[Fitxer:Flag of Germany.svg\|23x15px\|border \|alt=Alemanya\|link=Selecció de futbol d'Alemanya\|{{#if:\|]]                                         | Fiete Arp                           |
| 21 | POR  | [[Fitxer:Flag of Germany.svg\|23x15px\|border \|alt=Alemanya\|link=Selecció de futbol d'Alemanya\|{{#if:\|]]                                         | Thomas Dähne                        |
| 22 | MIG  | [[Fitxer:Flag of Germany.svg\|23x15px\|border \|alt=Alemanya\|link=Selecció de futbol d'Alemanya\|{{#if:\|]]                                         | Nicolai Remberg                     |
| 23 | DEF  | [[Fitxer:Flag of Germany.svg\|23x15px\|border \|alt=Alemanya\|link=Selecció de futbol d'Alemanya\|{{#if:\|]]                                         | Lasse Rosenboom                     |
| 24 | MIG  | [[Fitxer:Flag of Norway.svg\|23x15px\|border \|alt=Noruega\|link=Selecció de futbol de Noruega\|{{#if:\|]]                                           | Magnus Knudsen                      |
| 26 | DEF  | [[Fitxer:Flag of Slovenia.svg\|23x15px\|border \|alt=Eslovènia\|link=Selecció de futbol d'Eslovènia\|{{#if:\|]]                                      | David Zec                           |
| 28 | MIG  | [[Fitxer:Flag of Germany.svg\|23x15px\|border \|alt=Alemanya\|link=Selecció de futbol d'Alemanya\|{{#if:\|]]                                         | Aurel Wagbe                         |
| 31 | POR  | [[Fitxer:Flag of Germany.svg\|23x15px\|border \|alt=Alemanya\|link=Selecció de futbol d'Alemanya\|{{#if:\|]]                                         | Marcel Engelhardt                   |
| 33 | DEF  | [[Fitxer:Flag of Slovakia.svg\|23x15px\|border \|alt=Eslovàquia\|link=Selecció de futbol d'Eslovàquia\|{{#if:\|]]                                    | Dominik Javorček (cedit pel Žilina) |
| 34 | DEF  | [[Fitxer:Flag of Germany.svg\|23x15px\|border \|alt=Alemanya\|link=Selecció de futbol d'Alemanya\|{{#if:\|]]                                         | Colin Kleine-Bekel                  |
| 37 | MIG  | [[Fitxer:Flag of Bosnia and Herzegovina.svg\|23x15px\|border \|alt=Bòsnia i Hercegovina\|link=Selecció de futbol de Bòsnia i Hercegovina\|{{#if:\|]] | Armin Gigović                       |
| 40 | POR  | [[Fitxer:Flag of Turkey.svg\|23x15px\|border \|alt=Turquia\|link=Selecció de futbol de Turquia\|{{#if:\|]]                                           | Tyler Doğan                         |
| 47 | DEF  | [[Fitxer:Flag of the United States.svg\|23x15px\|border \|alt=Estats Units d'Amèrica\|link=Selecció de futbol dels Estats Units\|{{#if:\|]]          | John Tolkin                         |

### Futbolistes històrics destacats
- Ernst Möller, 9 cops internacional amb Alemanya (1911-13), marcà el gol de la victòria del campionat de 1912.
- Sophus Nielsen, internacional amb Dinamarca.
- Adolf Werner, internacional amb Alemanya. Participà en els Jocs Olímpics de 1912.
- Ottmar Walter, internacional amb Alemanya.
- Andreas Köpke, internacional amb Alemanya.